# Adria Airways
Adria Airways — колишня словенська авіакомпанія. Штаб-квартира — в Любляні, місце базування літаків — міжнародний аеропорт Любляни. Представництва компанії знаходяться в Любляні, Брюсселі, Франкфурті, Москві та Цюриху, а офіси продажу — практично у всіх європейських містах.
Входить в авіаційний альянс Star Alliance, виконує регулярні авіаперевезення в Європу і Близький Схід.

## Історія

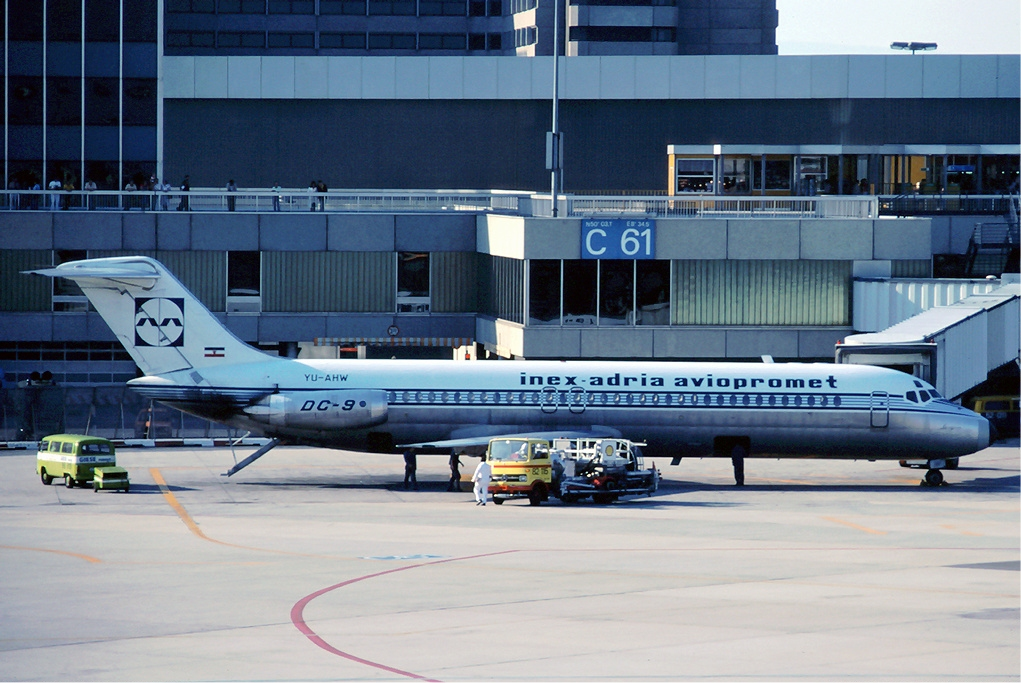
Douglas DC-9 Adria Aviopromet 1976 року

Компанію засновано 1961 року під назвою Adria Aviopromet, виконуючи перші рейси на Douglas DC-6. У 1968 році змінила назву на Inex-Adria Airways, здійснюючи польоти на Douglas DC-9. На початку 1980-х увійшла до складу ІАТА, її флот головним чином зосередився на чартерних перевезеннях в Європу. З розпадом Югославії авіакомпанія отримала офіційний прапор Словенії.
З 2014 року авіакомпанія перебуваю в складному фінансовому становищі, 2015 року уряд Словенії ухвалив рішення приватизувати її. 2015 року авіакомпанія зазнала збиток в 5 млн євро. 2016 компанія 4K Invest придбала 96 % акцій авіакомпанії, надалі інвестор планує викупити решту 4 % авіакомпанії.
24 та 25 вересня 2019-го компанія скасувала всі рейси, пояснивши це фінансовими проблемами. Компанія намагається знайти нового інвестора.

## Напрямки
| Держава               | Місто               | Аеропорт                       | Примітки         |
| --------------------- | ------------------- | ------------------------------ | ---------------- |
| Албанія               | Тирана              | Тирана (аеропорт)              | Хаб              |
| Австрія               | Відень              | Відень (аеропорт)              |                  |
| Бельгія               | Брюссель            | Брюссель (аеропорт)            |                  |
| Болгарія              | Софія               | Софія                          |                  |
| Боснія та Герцеговина | Сараєво             | Сараєво (аеропорт)             |                  |
| Хорватія              | Брач                | Брач (аеропорт)                | Сезонний         |
| Чехія                 | Прага               | Прага (аеропорт)               |                  |
| Данія                 | Копенгаген          | Копенгаген (аеропорт)          |                  |
| Єгипет                | Хургада             | Хургада (аеропорт)             | Сезонний чартер  |
| Єгипет                | Шарм-еш-Шейх        | Шарм-еш-Шейх (аеропорт)        | Сезонний чартер  |
| Естонія               | Таллінн             | Таллінн (аеропорт)             | Сезонний чартер  |
| Франція               | Париж               | Париж-Шарль де Голль           |                  |
| Німеччина             | Дюссельдорф         | Дюссельдорф (аеропорт)         |                  |
| Німеччина             | Франкфурт           | Франкфурт (аеропорт)           |                  |
| Німеччина             | Мюнхен              | Мюнхен (аеропорт)              |                  |
| Німеччина             | Падерборн/Ліппштадт | Падерборн/Ліппштадт (аеропорт) | з 28 жовтня 2018 |
| Греція                | Іракліон            | Іракліон (аеропорт)            | Сезонний чартер  |
| Греція                | Карпатос            | Карпатос (аеропорт)            | Сезонний чартер  |
| Греція                | Кефалонія           | Кефалонія (аеропорт)           | Сезонний чартер  |
| Греція                | Кос                 | Кос (аеропорт)                 | Сезонний чартер  |
| Греція                | Лесбос              | Мітилена (аеропорт)            | Сезонний чартер  |
| Греція                | Превеза             | Превеза (аеропорт)             | Сезонний чартер  |
| Греція                | Родос               | Родос (аеропорт)               | Сезонний чартер  |
| Греція                | Самос               | Самос (аеропорт)               | Сезонний чартер  |
| Греція                | Санторіні           | Санторіні (аеропорт)           | Сезонний чартер  |
| Греція                | Скіатос             | Скіатос (аеропорт)             | Сезонний чартер  |
| Греція                | Закінф              | Закінф (аеропорт)              | Сезонний чартер  |
| Італія                | Ламеція-Терме       | Ламеція-Терме (аеропорт)       | Сезонний чартер  |
| Косово                | Приштина            | Приштина                       | хаб              |
| Кувейт                | Кувейт              | Кувейт (аеропорт)              | Сезонний чартер  |
| Республіка Македонія  | Скоп'є              | Скоп'є (аеропорт)              |                  |
| Чорногорія            | Подгориця           | Подгориця (аеропорт)           |                  |
| Нідерланди            | Амстердам           | Амстердам                      |                  |
| Польща                | Варшава             | Варшава-Шопен                  |                  |
| Румунія               | Бухарест            | Бухарест (аеропорт)            |                  |
| Росія                 | Москва              | Москва-Шереметьєво             |                  |
| Словаччина            | Попрад              | Попрад (аеропорт)              | Сезонний чартер  |
| Словенія              | Любляна             | Любляна (аеропорт)             | хаб              |
| Іспанія               | Жирона              | Жирона (аеропорт)              | Сезонний чартер  |
| Іспанія               | Пальма-де-Мальорка  | Пальма-де-Мальорка (аеропорт)  | Сезонний чартер  |
| Іспанія               | Тенерифе            | Тенерифе-Південний (аеропорт)  | Сезонний чартер  |
| Швейцарія             | Цюрих               | Цюрих (аеропорт)               |                  |
| Туреччина             | Анталія             | Анталія (аеропорт)             | Сезонний чартер  |
| Україна               | Київ                | Київ-Бориспіль                 |                  |
| Велика Британія       | Лондон              | Лондон-Саутенд                 | з 28 жовтня 2018 |

### Код-шерингові угоди
Код-шерингові угоди підписані з наступними авіакомпаніями:
- Aeroflot
- Air France
- Air India
- Air Serbia
- Austrian Airlines
- Brussels Airlines
- KLM
- LOT Polish Airlines
- Lufthansa
- Montenegro Airlines
- Scandinavian Airlines
- Singapore Airlines
- Swiss International Air Lines
- Turkish Airlines

## Флот

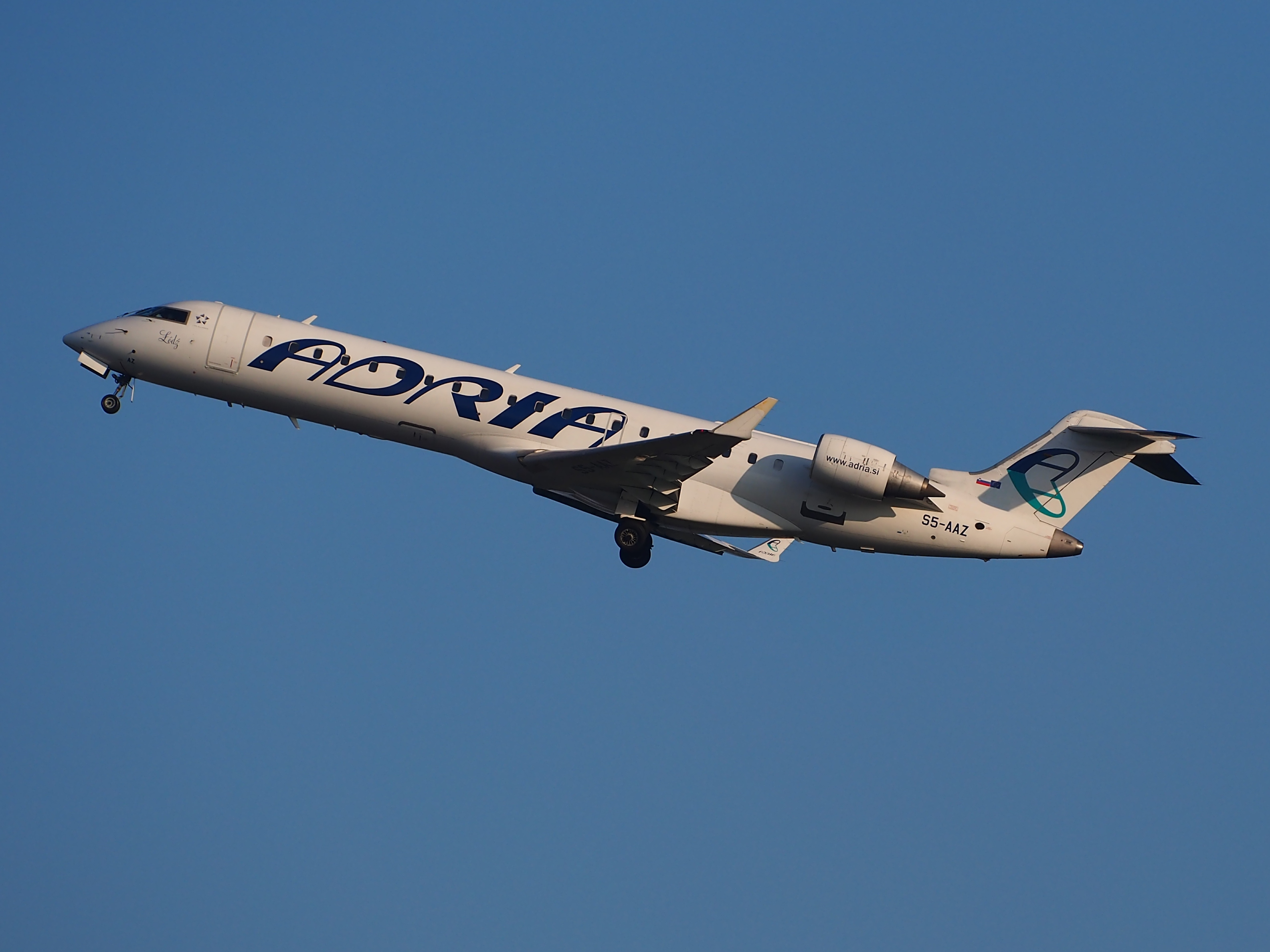
CRJ700ER відразу після зльоту з аеропорту Амстердам-Сгіпгол (листопад 2016 року)

Флот Adria Airways на липень 2018:
| Тип                 | В дії | Замовлено | Пасажирів | Примітки |
| ------------------- | ----- | --------- | --------- | --- |
| Airbus A319-100     | 3     | —         | 142       | — |
| Airbus A319-100     | 3     | —         | 144       | — |
| Bombardier CRJ700ER | 3     | —         | 70        | Один в оренді у Luxair                                                                                                |
| Bombardier CRJ700ER | 3     | —         | 72        | Один в оренді у Luxair                                                                                                |
| Bombardier CRJ900LR | 9     | 3         | 86        | Один борт в лівреї Star Alliance Два літаки в оренді у Austrian Airlines Три літаки мають бути поставлені в 2019 році |
| Bombardier CRJ900LR | 9     | 3         | 90        | Один борт в лівреї Star Alliance Два літаки в оренді у Austrian Airlines Три літаки мають бути поставлені в 2019 році |
| Saab 2000           | 6     | —         | 50        | В дії з вересня 2018                                                                                                  |
| Разом               | 21    | 3         |           | |